# Buskia nitens
Buskia nitens är en mossdjursart som beskrevs av Joshua Alder 1857. Buskia nitens ingår i släktet Buskia och familjen Buskiidae. Arten är reproducerande i Sverige. Inga underarter finns listade i Catalogue of Life.